# Molophilus bifilamentosus
Molophilus bifilamentosus là một loài ruồi trong họ Limoniidae. Chúng phân bố ở miền Australasia.